# 數位音樂下載
數位音樂下載為非以「實體」方式來販賣音樂的相關產品，而使用數位格式如mp3、AAC等文件格式來進行銷售販賣的一种音乐产业形式。著名的數位音樂下載服務商有iTunes Store、RecoChoku、Google Play音乐和微软Zune等。数字音乐下载在二十一世纪初一度风靡全球，使传统唱片产业走向衰落，但數位音樂自身也在2010年代串流媒體音乐服务如Apple Music、Spotify等的挤压下迅速失去市场份额。数字音乐下载有便于携带、传播迅速、制作简单成本低等优点，与流媒体音乐相比也能更好保障音乐人权益；数字音乐下载为音乐人和乐迷提供更加便捷直接的交流渠道，但它同时很可能带来侵犯版权和滥用的情形。

## 历史

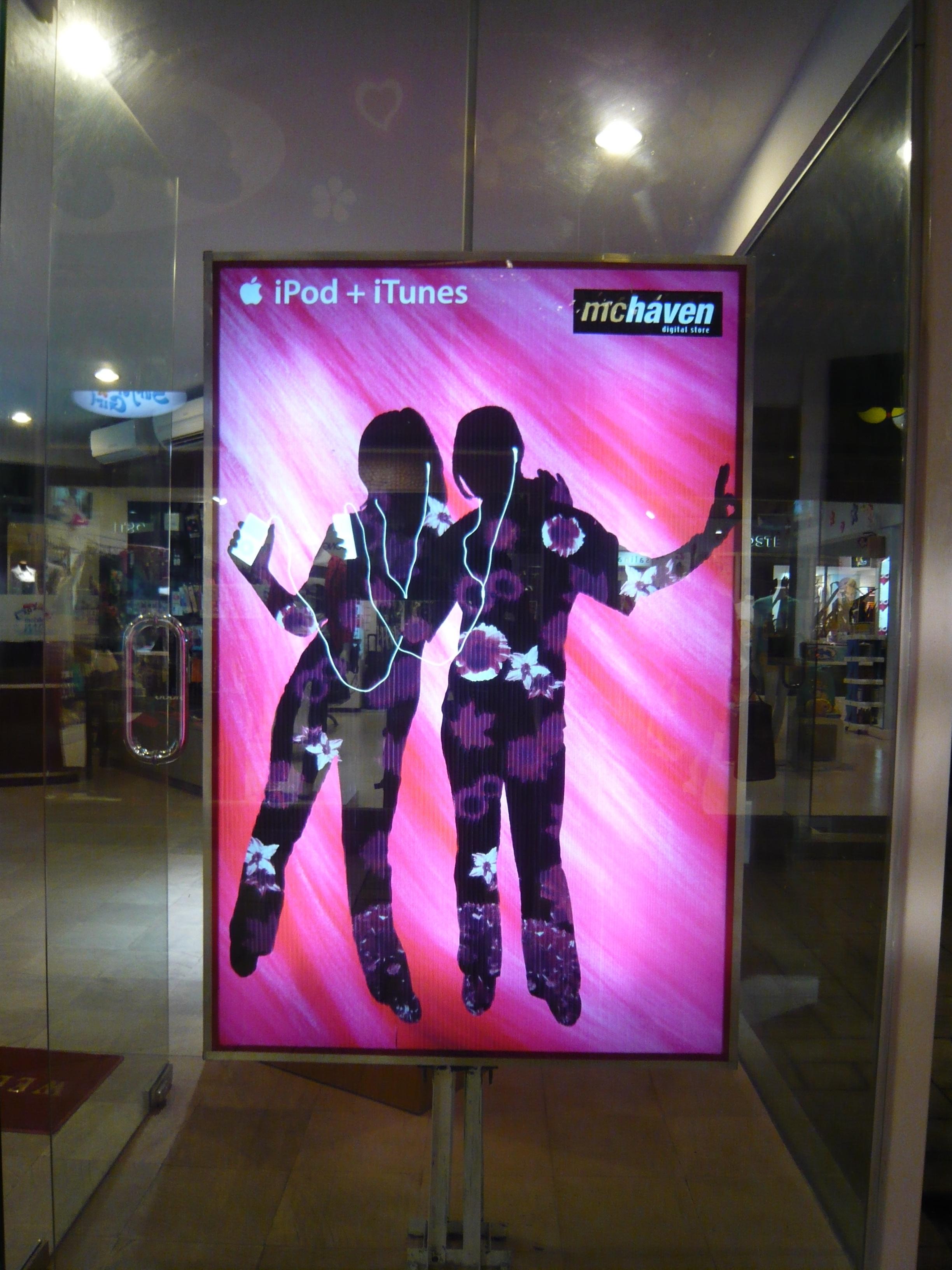
苹果iTunes+iPod的软硬件搭配让数字音乐下载风靡全球，图为苹果iPod在巴厘岛的广告

### 技术积淀（1987-2000）
- 1987年，Mp3文件格式被开发出来。
- 1991年，苹果推出QuickTime流媒体播放软件。
- 1995年，Real Audio音频流技术诞生。
- 1999年，微软推出旗下Windows Media Audio专属文件格式WMA。

### 出现与兴起（2000-2004）
二十一世纪前后，随着互联网的全球普及和个人电子产品功能的不断强化，从互联网下载非实体形式的数字音乐通过电脑、iPod等播放器播放这一趋势逐渐形成。
2000年5月10日，索尼音乐娱乐公司宣布将在当月开始网上可下载数字音乐的销售。同月，环球唱片也表示将在春季启动网上销售音乐制品的计划。7月，唱片公司EMI也宣布将开始提供大量数字下载音乐。10月，BMG娱乐公司也宣布将在一些网站上销售它旗下的歌曲集和影集的数字下载。随着各大唱片公司纷纷宣布支持数字下载音乐，科技巨头们也开始针对数字下载音乐开发平台。
2000年，微软随Windows Me操作系统发布了支持流媒体和数字下载媒体的Windows Media Player 7；三年后的2003年4月，苹果推出了iTunes音乐下载服务，通过与自家随身音乐播放器iPod系列搭配，iTunes服务迅速获得巨大成功并几乎成为数字音乐下载的代名词；
2004年，经营有Napster音乐下载服务的雅虎收购Musicmatch音乐下载服务，进一步进军数字下载市场。数字音乐下载市场的蓬勃发展也倒推了音乐硬件的电子化——OSTA在2000年底计划推出能够运行音乐文件的新型CD兼容机；
2001年，康柏公司推出了数字化自动点唱机和便携式数字音乐播放器；而苹果的iPod系列产品更是在iTunes发布后迎来了井喷式发展；索尼、LG等公司也纷纷推出Mp3格式媒体播放器；德州仪器和英特尔也竞相推出适合数字音乐下载播放的数字信号处理器。
与此同时，美国针对数字音乐下载也展开了立法和监管：2000年7月，美国参议院司法委员就美国国会是否有必要管理音乐共享站点召开听证会，就数字音乐下载是否属于侵犯版权等议题展开了研究。

### 唱片市场的颠覆者（2004-2007）

微软推出对标iTunes+iPod的Zune服务和播放器，标志着各大科技巨头间对数字音乐下载市场竞争的白热化。图为Zune商标

在二十一世纪的第四个年头，年轻的数字音乐下载随着互联网用户在全球的爆发增长飞速发展。2004年12月，苹果宣布旗下的iTunes服务已售出超过2亿首歌曲——其中第四个五千万首只用了2个月。2005年，数字音乐销售额达到11亿，占当年全球唱片市场的6%；而2006年，数字音乐的销售额即达到了20亿美元。到2006年，全球已有40个国家上线了总计五百多家数字音乐下载商店。数字音乐下载市场的竞争也在升级：Windows Media Player支持越来越多唱片厂商的音乐文件播放，苹果则推出了更便携小巧的iPod nano系列播放器；索尼宣布推出支持Mp3格式文件的Walkman随身听；微软也宣布推出Xbox音乐服务与MSN Music数字音乐商店。随后微软更是宣布推出模仿iPod的Zune播放器，直接与苹果竞争。在音乐产业乏力的几年间，数字音乐下载逆流而上迅速发展，成为了全球音乐产业的重要一环。

### 巅峰和衰落（2005-2013）

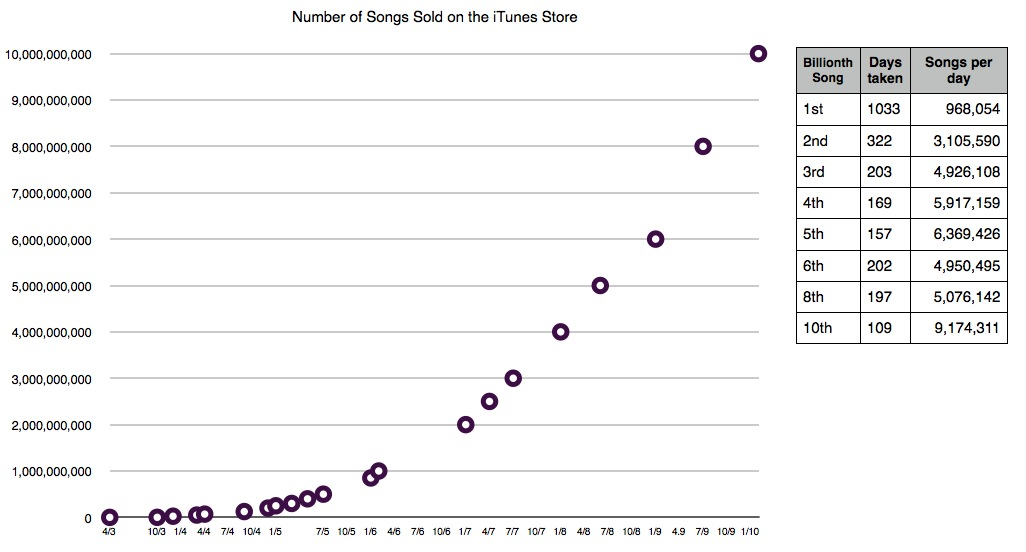
高速增长时期，iTunes的市场不断扩大，图为2003-2010年iTunes音乐商店售卖歌曲数量增长趋势

根据IFPI统计，全球数字音乐收入从2008年的40亿美元节节攀升到2013年的59亿美元。传统唱片业受到兴起的数字音乐下载市场的严重冲击，数字音乐在美国占音乐产业比重过半，“唱片将亡”的言论四起。同时，数字音乐下载市场也从过去的群雄争霸变为苹果iTunes独占鳌头，占据63%的全球市场，剩余的竞争者也都是亚马逊、百思买、沃尔玛和塔吉特这样的零售业与科技巨头。但与此同时，MySpace、Bandcamp等面向独立音乐人的数字音乐提供商也极大地推动了音乐市场的“扁平化”趋势，使得音乐创作更加容易，音乐人也拥有了更为“亲民”的姿态。然而高歌猛进的数字音乐下载服务却面临着不小的挑战——2008年，流媒体音乐服务Spotify正式上线，标志着音乐在线订阅模式横空出世。Pandora音乐电台的迅速发展也冲的击着数字音乐下载产业。2008年后，随着智能手机普及，在线订阅音乐服务模式比数字音乐下载更能适应兴起的移动互联网，数字音乐下载市场增速不断放缓。

### 摇摇欲坠的现状与不可预知的明天（2014至今）

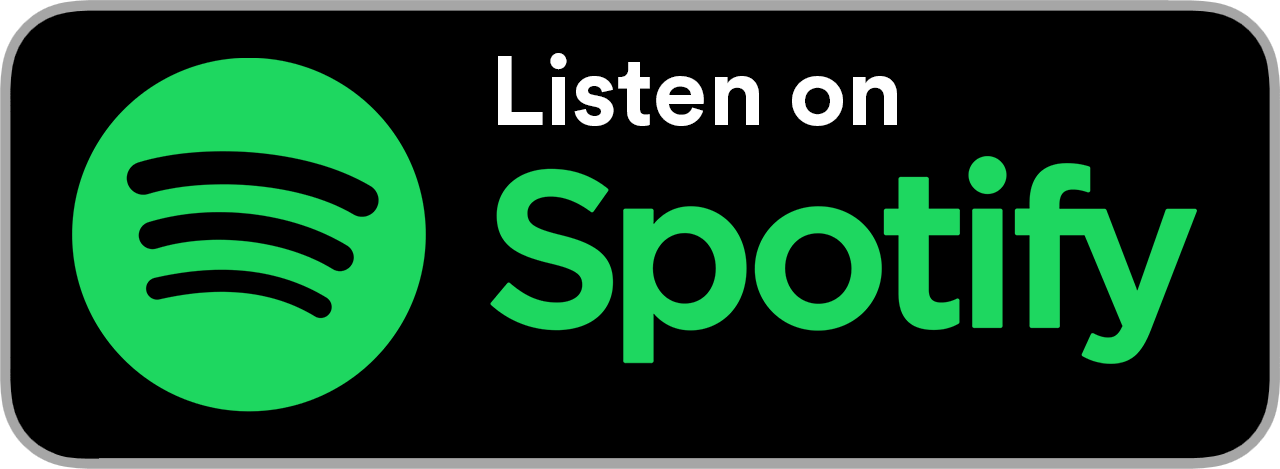
Spotify等流媒体服务的兴起极大冲击了iTunes等音乐下载服务的市场，“Available on iTunes”也越来越多地被“Listen on Spotify”取代，图为“Listen on Spotify”按钮

2013年，数字音乐下载市场首次出现负增长。而流媒体音乐服务在互联网接入速度不断提升的帮助下综合表现有了长足进步，越来越多企业和艺人把目光投向流媒体市场。2016年，美国流媒体播放量首次超过数字音乐销售。2015年，数字音乐下载的坚定拥护者苹果也推出了在线音乐服务Apple Music，与Spotify一道蚕食着数字音乐下载市场。2016年，数字音乐下载市场与上年度相比萎缩20.5%，而这种下滑趋势已经持续了4年。2017年，更有传闻称苹果将关闭iTunes数字音乐下载服务。

## 主要文件格式

### PCM编码格式
PCM编码（英语：Pulse Code Modulation）即脉冲编码调制，它在70年代末发展起来并成为CD和DVD的主要音频调制模式。它的采样频率从44.1kHz到192kHz不等。而在其输入端，需要设置滤波器以限制仅使20Hz-22.05kHz的频率通过，这样即可以覆盖人耳可听的全部频率范围。然而因为输入和输出都需要设置滤波器调整频率，故PCM编码音频的保真度受到一定限制。它的常见文件格式包括WAV、APE与FLAC，它们均为无损音乐文件格式。

#### WAV
WAV英文全称Waveform Audio File Format，是微软和IBM公司开发的一款音频文件编码格式。由于WAV内部编码即PCM，并未对文件进行压缩，所以理论上该文件格式可以在各种播放平台顺利编解码，且这种格式在音频音质上不会出现失真的状况。但同样因为未经压缩，这种格式的音频文件体积也是各种文件格式中最大的。

#### APE
APE格式全称Monkey's Audio。它的压缩率较WAV格式更大，但编解码速度略慢。另外由于没有错误处理功能，在发生文件错误时也可能会导致数据丢失。

#### FLAC
FLAC全称Free Lossless Audio Codec，中文名为自由无损音频压缩编码。它在2001年诞生，其特点为压缩和解压速度快、无损压缩和压缩策略灵活。同时，它也是无损音频文件格式中应用较广的一种。

### 苹果推出的无损文件格式

#### AIFF
AIFF全称Audio Interchange File Format，中文名为音频交换文件格式，是苹果公司在1988年开发的一种音频文件储存格式。它与WAV格式相似，不会对原有文件进行压缩。

#### ALAC
ALAC全称为Apple Lossless Audio Codec，是苹果公司于2004年开发的一种无损音频压缩编码格式。它能够把WAV和AIFF格式的音频文件压缩至原来的40%-60%而不影响音质。但由于是无损压缩，该格式文件体积仍然比风靡全球的有损音频文件格式MP3大。

### 有损压缩格式

#### MP3
MP3格式是当今应用最广的数字音乐格式，一大半的数字音乐下载和流媒体音乐文件均以MP3文件的形式进行存储和传输。与前几种文件形式不同，该格式为有损压缩格式，舍弃了人类所不敏感的一些音频信息，从而大幅减小了文件体积。它在1991年开发成功并因为1999年Napster公司的成功而在数字音乐下载市场流行。在长期发展中，MP3格式文件能够提供不同的比特率以适应各种网络条件和音频质量的需求。然而，MP3格式流行导致音乐文件在互联网被“共享”的情况也招致了唱片公司和司法机构的不满与怀疑。

#### AAC
AAC格式全称为Advanced Audio Coding，中文名称为高级音频编码，在2000年问世。它与MP3格式相比能够提供更好的音质和更高的编解码效率。而它就是iTunes Store与iPod主要使用的文件格式。

## 主要市场

### iTunes Store
iTunes Store是苹果在2003年推出的数字媒体商店，最初名为iTunes Music Store。它是目前全球最大的数字音乐销售商，在某种程度上，iTunes已经成为了数字音乐下载的代名词。当然，iTunes Store的音乐商店仅仅是它经营内容的一小部分。目前，iTunes Store销售包括音乐、电影、电视节目、应用程序和电子书在内的各种数字内容。在2009年，苹果宣布移除iTunes销售音乐的数字版权保护限制（DRM)。截至2017年，全球大部分国家/地区都可以使用iTunes进行数字音乐购买与下载，在东亚接入iTunes Store/App Store的国家和地区中，仅中国大陆和韩国无法使用iTunes购买音乐。

### Google Play音乐商店

Google Play音乐图标

Google Play音乐最早在2010年开始测试并且在2011年11月以“Google Music”的名称推出市场。在2012年，随着Android Market更名为Google Play Store，Google Music也更名为Google Play音乐并且集成在Google Play数字内容服务中。它提供类似iTunes的数字音乐下载服务。但在2013年，Google宣布在Google Play音乐中推出流媒体音乐服务，基础用户免费，个人会员每月9.99美元，家庭会员每月14.99美元。因此，现在的Google Play音乐不只是一个数字音乐商店，它也包括了个人音乐上传云服务、流媒体点播和播客功能。目前该商店曲库有约4000万首歌曲，在63个国家和地区可用。

### 亚马逊音乐商店

亚马逊音乐的标志

亚马逊音乐商店是亚马逊在2007年推出的数字音乐商店，最初名为Amazon MP3。它从推出之初起便直接与iTunes进行竞争。亚马逊音乐商店曲库拥有近3000万首歌曲，全部以256kbit/s的MP3或AAC格式提供，它也是首家出售没有DRM限制的数字音乐的商店。在2013年，亚马逊甚至推出了网页版的音乐商店来绕过苹果IAP机制向iOS、Mac OS用户售卖音乐。如今，亚马逊音乐包括音乐商店和通过Amazon Prime会员进行订阅的流媒体服务两部分。在2017年，亚马逊音乐服务宣布将在2019年停止个人音乐上传服务，但是其音乐商店的内容不受影响。

### 部分其他音乐商店
- 微软Groove音乐（2017年停止服务）：微软推出的音乐商店和流媒体服务，前身为Zune。
- Spotify ：全球最大音樂串流平台。
- Apple music
- YouTube Music
- KKBOX
- 沃尔玛音乐商店
- 塔吉特音乐商店
- SoundCloud：面向独立音乐人的数字音乐分销平台。
- 索尼精选
- 纳普斯特（Napster）：较早出现的数字音乐共享平台。
- Ritmoteca.com（英语：Ritmoteca.com）（2005年停止服务）：数字音乐商店先驱之一。
- RecoChoku：日本的数字彩铃下载服务。

## 影响与评价

### 对音乐产业的影响
数字音乐下载的出现使得音乐产业的话语权被极大颠覆——唱片公司开始丧失话语权，而音乐商店和流媒体与音乐人开始掌握更多主动权。在传统唱片产业稍显颓势时，数字音乐下载的流行大大打击了唱片业。从2004年开始，传统CD销量开始雪崩式下跌。对于更多的独立音乐人而言，数字音乐下载的流行使得他们有了更多成名的可能。在中国大陆，5Sing和QQ音乐等数字音乐服务在2008年前后甚至出现了许嵩、徐良等一系列不依赖传统唱片公司签约的“网络歌手”红极一时的情况。与此同时，数字专辑盛行也使得音乐人与明星在社交媒体上需要更加卖力地推销歌曲以取得好的销量。对于独立音乐人而言，SoundCloud、iTunes等的出现使得他们有更多渠道来销售自己创作的作品。然而，数字音乐的盛行并没有带来音乐产业的繁荣，同时不少音乐人也质疑数字音乐下载是否会对自己构成侵权。

### 对科技行业的影响
数字音乐下载的风行与进步推动了数字媒体的正版化进程，使得各种传统媒体更加主动地拥抱数字时代。同时，数字音乐下载在个人电子产品的推广中功不可没——正是因为数字音乐的流行，iPod之类便携小巧又美观的个人电子设备才大受欢迎，进而推动了数码产品在个人娱乐方面的不断进步。

### 正面评价
不少艺人如泰勒·斯威夫特（Taylor Swift）和阿黛尔（Adele）都认为，比起流媒体服务，数字音乐下载能够更好地保障音乐人的权益，因而在Apple Music和Spotify初创时均拒绝在其上投放供免费播放的音乐，而是坚持把音乐上传到iTunes这样的音乐商店中；虽然在版权问题上饱受诟病，但数字音乐下载却获得了关于推进音乐产业发展的肯定：它让音乐的获取更加便捷和便宜，同时在一定程度上反而推动了消费者正版习惯的养成。

### 负面评价

#### 侵权问题
多国政府在数字音乐下载诞生之初便对于数字音乐下载可能存在的版权问题表达担忧。而在数字音乐市场的发展中，通过网络进行数字音乐文件非法“共享”的情形时有出现。在2012年，美国甚至出现民众非法下载数字音乐被罚款67.5万美元的案例。同时，许多以免费为卖点的音乐下载服务也被指责不利于版权意识形成。

#### 经营模式不明晰
在初创时，许多在线音乐下载服务都以免费作为卖点，有观点认为这种做法在版权意识不强的国家如中国对于文化产品的版权保护和产业良性运转不利；而唱片公司对于音乐版权费日益增长的要求和消费者对免费服务的依赖导致基于免费模式的数字音乐下载服务盈利困难。在各国推进数字音乐正版化的过程中，用户对于音乐收费的抵触情绪也导致了数字音乐经营口碑的下滑。

#### 不适应移动时代
在流媒体服务铺开后，数字音乐下载在触控设备时代的不便利体现得淋漓尽致。单曲或专辑购买的形式无法满足消费者的随时随地听音乐的需求，越来越多的人转而使用把点播、电台、周边和社交功能紧密结合流媒体服务。同时，音乐人也认为在流媒体大行其道的时代，将作品投放到流媒体远比在音乐商店更容易受到关注，因此，本来是数字音乐下载优势的，便于使音乐人获益的特色反而成为流媒体战胜数字音乐下载的武器之一。

### 文化现象
数字音乐下载的流行使得网络歌手和独立音乐人这样的身份更加流行和为人接受，YouTube、SoundCloud甚至中国大陆的QQ音乐和网易云音乐上都出现了一大批独立音乐人。同时，相关的影视作品也在体现数字音乐下载给音乐创作带来的超低门槛和便利条件：在电影《再次出发之纽约遇见你》（Begin Again）中，男女主人公正是通过苹果的音乐创作程序和iTunes商店在被唱片公司拒绝的情况下创作专辑并获得巨大成功。